# Steve Missillier
Steve Missillier (* 12. Dezember 1984 in Annecy) ist ein ehemaliger französischer Skirennläufer. Er war auf die Disziplinen Slalom und Riesenslalom spezialisiert. Sein größter Erfolg ist der Gewinn einer Silbermedaille bei den Olympischen Winterspielen 2014.

## Biografie
Missillier wuchs in der Ortschaft Le Grand-Bornand auf. Im Dezember 1999 bestritt er die ersten FIS-Rennen, im Januar 2003 folgten die ersten Einsätze im Europacup. Bei den Junioren-Weltmeisterschaften 2003 in Montgenèvre wurde er Fünfter des Slaloms. Diese Leistung konnte er in den beiden folgenden Jahren jedoch vorerst nicht bestätigen, bei seinem ersten Weltcup-Rennen Ende 2004 blieb er ohne Resultat.
Am 5. März 2006 fuhr Missillier beim Riesenslalom von Yongpyong, seinem dritten Einsatz im Weltcup, auf den zwölften Platz und gewann erstmals Weltcuppunkte. In der Saison 2006/07 bestätigte er seinen Aufwärtstrend mit fünf Platzierungen unter den besten 15. Bei den Weltmeisterschaften 2007 in Åre fiel er allerdings bei seinem einzigen Start im Riesenslalom aus. Noch etwas besser verlief die Saison 2007/08: Mit sechs weiteren Platzierungen in den Weltcup-Punkterängen, darunter einem elften Platz in Kitzbühel, etablierte er sich in der erweiterten Weltspitze. Im Europacup belegte er 2007/08 mit zwei Siegen und einem dritten Platz den vierten Rang in der Slalomwertung.
Am 16. November 2008 erreichte Missillier im Slalom von Levi mit dem achten Platz seine erste Top-10-Platzierung im Weltcup. Am 28. Februar 2009 fuhr er im Riesenslalom von Kranjska Gora erstmals unter die besten fünf. Bei den Weltmeisterschaften 2009 in Val-d’Isère wurde er Sechster im Slalom. In der Saison 2009/10 etablierte er sich mit vier Top-10-Ergebnissen endgültig in der Nähe der Weltspitze. Bei den Olympischen Winterspielen 2010 in Vancouver erreichte er im Riesenslalom als bester Franzose den 13. Platz, während er im Slalom ausschied.
Am 12. Dezember 2010 gelang Missillier mit Rang drei im Slalom von Val-d’Isère der einzige Weltcup-Podestplatz seiner Karriere. Weitere fünf Mal fuhr er in der Saison 2010/11 unter die besten zehn. Bei den Weltmeisterschaften 2011 in Garmisch-Partenkirchen fiel er im ersten Slalomdurchgang aus. Im Winter 2011/12 fuhr Missillier in acht Weltcuprennen unter die schnellsten zehn, wobei sein bestes Resultat ein vierter Platz im Slalom von Kitzbühel war. Fünf Top-10-Platzierungen standen im Winter 2012/13 zu Buche, mit einem fünften Platz als Bestergebnis. Bei den Olympischen Winterspielen 2014 gewann er die Silbermedaille im Riesenslalom, hinter Ted Ligety und vor Alexis Pinturault; es sollte dies seine einzige Podestplatzierung in dieser Disziplin bleiben.
In der Folge konnte Missillier nicht an diese Erfolge anknüpfen. Die Weltcupsaison 2014/15 war von zahlreichen Ausfällen geprägt; nur einmal klassierte er sich unter den besten 15. Im darauf folgenden Winter 2015/16 gelang ihm eine Top-10-Platzierung, im Winter 2016/17 kamen drei Top-15-Platzierungen hinzu. Die Saison 2017/18 ließ er vollständig aus, um sich zu erholen, da er chronische Rückenbeschwerden hatte und auch eine Bandscheibe beschädigt war. Kaum genesen, zog er sich am 8. Dezember 2018 im ersten Durchgang des Riesenslaloms von Val-d’Isère einen Achillessehnenriss im linken Bein zu, was weitere Renneinsätze unmöglich machte. Im Mai 2019 erklärte Missillier seinen Rücktritt vom Spitzensport.

## Erfolge

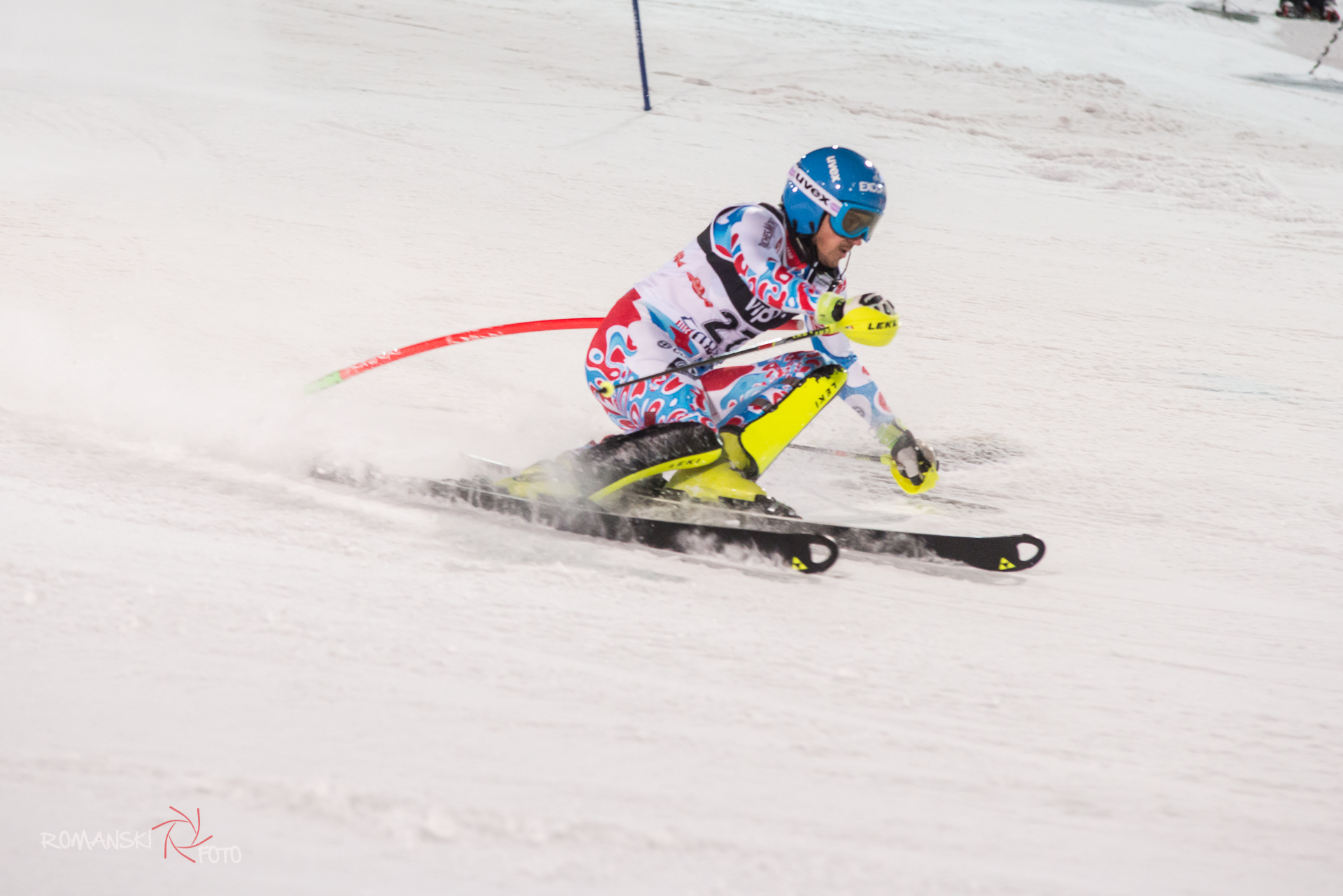
Steve Missillier beim Weltcupslalom in Zagreb 2015

### Olympische Spiele
- Vancouver 2010: 13. Riesenslalom
- Sotschi 2014: 2. Riesenslalom

### Weltmeisterschaften
- Val-d’Isère 2009: 6. Slalom
- St. Moritz 2017: 18. Riesenslalom

### Weltcup
- 34 Platzierungen unter den besten zehn, davon 1 Podestplatz

### Weltcupwertungen
| Saison  | Gesamt | Gesamt | Riesenslalom | Riesenslalom | Slalom | Slalom | City Event | City Event |
| Saison  | Platz  | Punkte | Platz        | Punkte       | Platz  | Punkte | Platz      | Punkte     |
| ------- | ------ | ------ | ------------ | ------------ | ------ | ------ | ---------- | ---------- |
| 2005/06 | 110.   | 22     | 36.          | 22           | –      | –      | –          | –          |
| 2006/07 | 92.    | 51     | 25.          | 42           | 54.    | 9      | –          | –          |
| 2007/08 | 72.    | 96     | 54.          | 5            | 27.    | 91     | –          | –          |
| 2008/09 | 36.    | 222    | 18.          | 107          | 21.    | 115    | –          | –          |
| 2009/10 | 34.    | 216    | 18.          | 78           | 15.    | 138    | –          | –          |
| 2010/11 | 25.    | 328    | 21.          | 89           | 12.    | 239    | –          | –          |
| 2011/12 | 27.    | 402    | 14.          | 167          | 12.    | 205    | 5.         | 30         |
| 2012/13 | 22.    | 303    | 15.          | 132          | 14.    | 171    | –          | –          |
| 2013/14 | 31.    | 275    | 12.          | 165          | 18.    | 110    | –          | –          |
| 2014/15 | 103.   | 39     | 44.          | 10           | 37.    | 29     | –          | –          |
| 2015/16 | 93.    | 62     | 35.          | 56           | 53.    | 6      | –          | –          |
| 2016/17 | 58.    | 125    | 18.          | 125          | –      | –      | –          | –          |

### Europacup
- Saison 2007/08: 4. Platz Slalom-Disziplinenwertung
- 3 Podestplätze, davon 2 Siege:

| Datum          | Ort         | Land       | Disziplin |
| -------------- | ----------- | ---------- | --------- |
| 8. Januar 2008 | Nauders     | Österreich | Slalom    |
| 11. März 2008  | Montgenèvre | Frankreich | Slalom    |

### Nor-Am Cup
- 3 Podestplätze, davon 1 Sieg:

| Datum             | Ort      | Land | Disziplin |
| ----------------- | -------- | ---- | --------- |
| 28. November 2010 | Loveland | USA  | Slalom    |

### Junioren-Weltmeisterschaften
- Montgenèvre 2003: 5. Slalom
- Maribor 2004: 17. Riesenslalom, 58. Super-G

### Weitere Erfolge
- 3 französische Meistertitel: Slalom 2007 und 2012, Riesenslalom 2013
- 10 Siege in FIS-Rennen